# Хитлер (манга)
Хитлер (транслит.) јесте манга коју је написао и илустровао Шигеру Мизуки. Објављивала се 1971. године у ревији Weekly Manga Sunday. Поглавља су сакупљена у један том.
У Србији, издавачка кућа Локомотива је превела мангу на српски језик.

## Радња
Манга представља биографију Адолфа Хитлера.

## Издаваштво
Мангу Хитлер написао је и илустровао Шигеру Мизуки. Објављивала се од 8. маја до 28. августа 1971. године у ревији Weekly Manga Sunday издавачке куће Jitsugyo no Nihon Sha. Поглавља су 1972. сакупљена у један танкобон, па онда препакована 2003. године. Мангу су потом репринтовали многи издавачи као што су Kodansha (1985, 1989 и 2015), Chikuma Bunko (1990) и Sekai Bunkasha (2005 и 2012) под различитим насловима. 
У Србији, издавачка кућа Локомотива је откупила лиценцу за мангу 2024. године.

### Списак поглавља
| Бр. | Првобитни датум издања | Првобитни | Датум издања на српском | на српском        |
| --- | ---------------------- | --------- | ----------------------- | ----------------- |
| 1   | 1972.                  | —         | 11. децембар 2024.      | 978-86-81196-93-9 |